# Américo da Silva Batista
Américo da Silva Batista (Lagoa, 6 de Maio de 1918 - Lagoa, 23 de Fevereiro de 2006) foi um empresário e artista português.

## Biografia

### Nascimento e educação
Américo da Silva Batista nasceu na vila de Lagoa em 6 de Maio de 1918, sendo filho de Elisa da Conceição e de José da Silva Baptista. Fez os estudos primários em Lagoa.

### Carreira profissional e serviço militar
Após sair da escola, empregou-se como alfaiate.
Cumpriu o serviço militar, tendo sido colocado Regimento de Infantaria n.º 4, onde chegou ao posto de 1.º cabo, durante a sua estada nos Açores.
Após o regresso da tropa, estudou na Academia de Corte Maguidal, em Lisboa, e depois estabeleceu a sua própria alfaiataria em Lagoa. Foi um dos fundadores do Grupo Desportivo de Lagoa em 1938, onde foi o primeiro presidente da Assembleia Geral, e foi o organizador do grupo que pediu a cedência do terreno para a construção do campo de futebol. Também foi o presidente da Assembleia Geral do Sporting Clube de Lagoa, e organizou várias peças de teatro no clube, onde participou igualmente como actor.
Também fez parte dos corpos sociais da Sociedade Artística Lagoense.
Após a passagem à reforma, dedicou-se à escultura de madeira, e participou no grupo de canto coral Os Passarinhos.

### Falecimento e família
Casou com Maria Guilhermina Franco, que faleceu em 1972, tendo esposado depois Maria Leónia. Teve dois filhos do primeiro casamento, João José e Maria Albertina.
Faleceu em 23 de Fevereiro de 2006.